# Iraida Icaza
Iraida Icaza (Ciudad de Panamá, 1952) es una artista panameña cuyo trabajo fotográfico explora la asociación entre los mundos del arte, la ciencia y el diseño. Como parte esencial de su propuesta conceptual y estética, se dedica a recolectar, asociar y "diseccionar" imágenes diversas, dibujos antiguos y objetos fabricados por el hombre o tomados del mundo natural. Su trabajo artístico es reconocido por su extrema precisión y riguroso esmero por los detalles. La artista vive y trabaja en Panamá, Londres y Nueva York. 

## Vida académica
Estudió historia del arte en la Universidad de Loyola, en Roma, tras la que completó una Licenciatura en sociología y cine en el Newton College de Massachussets en 1974. Más adelante continuaría con sus estudios de cinematografía en New York University (1976) y de fotomicrografía en la compañía Carl Zeiss en Alemania (1978). En 1980 se graduó como licenciada en fotografía en el Rhode Island School of Design.

## Vida profesional
La obra de Icaza revela una profunda fascinación por la naturaleza y la observación científica. Sus montajes fotográficos exploran los confines de la memoria, allí donde la percepción "distorsiona y enriquece la realidad". Así, sus piezas siempre exhiben posibles simetrías entre polos opuestos (ilusión y realidad, naturaleza y artificio, micro y macrocosmos...) y exige ser observada de forma detenida, ya que se dirige a la particular percepción de la mirada humana, "mezcla de objetividad, imaginación y memoria selectiva".
Su primera exposición individual de fotografías se presentó en el Instituto Panameño de Arte en 1978. A esta seguirían otras en los años ochenta en el Instituto Chileno-Británico (Santiago de Chile), Galería Arteconsult (Panamá), Contax Salon (Tokio) y Picture Photo Space (Osaka). Más adelante, en los años noventa, presentó su Colección 13 en Arteconsult. En 1986, Icaza representó a Panamá en la Bienal de La Habana. Sus instalaciones fotográficas incluyen "Entre-Seres", presentada en la II Bienal Iberoamericana en Lima (1998), "Mirabilia I-VI" en la V Bienal de Arte de Panamá (2000) y "Speculum Naturale" en el Museo de Arte y Diseño Contemporáneo de Costa Rica (2000). 
Icaza es una artista de alcance internacional, cuyas instalaciones y series fotográficas han sido expuestas en múltiples ciudades. En los últimos años, ha presentado "Variables" en el Museo de Arte de las Américas (Washington D. C.) y en Mujeres en las Artes (Tegucigalpa), así como "Rodin: All About Eve" en Kettle's Yard (Cambridge). Recientemente expuso "Transparent Boundaries" en el Museo de Birmingham (2011-2012), "Laterna Mágica" en Rose Issa Projects (2013), "Lo que permanece" (Londres, 2014), "Ciudades Inacabadas" en Brujas (2015) y "Iraida Icaza y el museo olvidado" en el Museo de Arte Contemporáneo de Panamá (2017).
Desde 1988, Iraida Icaza contribuye regularmente a diversas publicaciones, entre ellas las revistas The New Yorker, The Washington Post Magazine, Parenting, MIT Technology Review y Scientific American.

## Premios
- Premio único de escultura, IV Bienal de Arte de Panamá (1998) con la obra “Caja iluminada #1".[7]

La IV Bienal de Panamá introdujo una categoría de arte tridimensional, sin embargo el "elemento transgresor" de la escultura de Icaza fue su componente fotográfico, ya que a la época en pocas ocasiones este medio había entrado al museo. Este reconocimiento es considerado un hito en la historia del arte panameño porque la Caja Iluminada No. 1 no exhibe los componentes estéticos de la escultura tradicional que era la norma validada hasta la fecha; la escultura consiste en una caja de madera de cerezo, que en su interior contiene transparencias fotográficas sobre vidrio, impresión fotográfica sobre vellum, espejos, y una caja de luz, sostenida por una mesa de acero. Además, hasta la fecha fotógrafos nacionales como Icaza solo habían sido reconocidos en el extranjero, este hecho es descrito como "el comienzo del fin del reinado de la pintura en Panamá." A nivel personal, esta obra también representó una novedad para Icaza: 
"La Caja Iluminada No. 1 es una estructura nueva para mi. [...] A pesar de que en mi trabajo anterior también figura el uso de fotografías (acetatos, transparencias, e impresiones a color y en blanco y negro) [...], trabajar de una forma tridimensional representa una nueva posibilidad de transformación dentro de mi obra."

## Exhibiciones Seleccionadas
- 2017 Iraida Icaza y el Museo Olvidado, Museo de Arte Contemporáneo (MAC), Panamá[10]
- '2015' Triennale Brugge, Unfinished Cities, Brujas, Bélgica[11]
- '2014' What Remains II, Rose Issa Projects, Londres[11]
- 2013 Good Girls (Memory Desire Power), National Museum of Contemporary Art (MNAC), Bucarest[11]
- 2013 Perceptive Strokes:Women Artists in Panamá, InterAmerican Development Bank, Washington D. C.[11]
- 2013 Another Time, Another Place, Rose Issa Projects, Londres[11]
- 2011-2012 Lost in Lace: Transparent Boundaries, Birmingham Museum and Art Gallery, Birmingham, UK[11]
- 2008 Refractions/Shadows, Lemon Street Gallery, Cornwall, UK[11]
- 2006 RODIN: All About Eve, Kettle's Yard, Cambridge, UK[11]
- 2005 Passage of Light, Lenore Gray Gallery, Providence, RI (solo)[11]
- 2004-2005 Variables: Serie II, Sala MAC Centro de Artes Visuales Contemporáneo CAVC/MUA, Tegucigalpa, Honduras (solo)[11]
- 2000 Speculum Naturale, Museo de Arte y Diseño Contemporáneo (MADC), San José, Costa Rica (solo)[11]
- 2000 Mirabilia I-VII, V Bienal de Panamá, Panamá (solo)[11]
- 1999 Entre-Seres, II Bienal Iberoamericana de Lima, Perú (solo)[11]
- 1999 Arte de las Américas, El Ojo del Milenio, Centro Cultural Recoleta, Buenos Aires, Argentina[11]
- 1998 Caja Iluminada I, IV Bienal de Panamá, Panamá (Premio Único de Escultura)[11]
- 1986 II Bienal de La Habana, Cuba[11]

## Colecciones
- Mujeres en las Artes de Centro América, Tegucigalpa, Honduras[12]
- Museo de Arte Contemporáneo (MAC Panamá), Panamá[12]
- Museo de Arte y Diseño, Costa Rica.[12]
- World Bank Art Collection, Washington D. C.[12]